# Angra Iate Clube
O Angra Iate Clube  (AIC) é um clube de desporto náutico localizado no Concelho de Angra do Heroísmo, na ilha Terceira, no arquipélago dos Açores.

## Fundação
Com a promolugação dos seus Estatutos a 27 de outubro de 1995 (29 anos), constitui-se como associação para a promoção dos desportos náuticos.

## História
No seu curto período de existência o Angra Iate Club ombreia com os  outros Clubes da Região, tanto pela dinâmica imprimida com os eventos realizados na vela de cruzeiro, onde é responsável pela organização de muitas regatas, como pela escola de vela nos escalões de formação onde promove também  o encontro de Escolas de Vela dos Açores.

"(...)"O Angra Iate Clube mantém em actividade a sua prestigiada escola de navegadores de recreio, nas categorias de marinheiro, patrão local e patrão de costa"..".

Com o decorrer do ano de 2010 o Clube instala-se na sua nova Sede, no Porto de Pipas, dentro da Marina de Angra do Heroísmo, revitalizando a sua atividade social.

Neste mesmo ano, vê reconhecido o seu trabalho em prol do desporto e da comunidade onde desenvolve as modalidades desportivas, sendo declarado de "Utilidade Pública", de acordo com Despacho nº 470/2010 de 05/05/2010, publicado no Jornal Oficial II Série nº 86 de 05/05/2010.

Participando como co-fundador Associação de Jet Ski e Motonáutica dos Açores, Assume um papel dinâmico na sua oficialização sendo incumbido de "(...)apresentar os respetivos estatutos à Federação Portuguesa de Jetski e Motonáutica"..".
Desenvolveu esta atividade por forma a ser hoje nos Açores um Clube reconhecido pelo mérito dos seus desportistas face aos resultados apresentados.